# Cierra Bravard
Cierra Nichole Bravard (Sandusky, 14 ottobre 1989) è un'ex cestista statunitense, professionista nella WNBA.